# José Orús
José Orús Fernández (Zaragoza, 21 de diciembre de 1931-31 de diciembre de 2014) fue un pintor español.

## Vida y obra
Pintor autodidacta, abandonó sus estudios universitarios en 1949, para dedicarse a la pintura. En 1951, fue seleccionado para participar en la I Bienal Hispanoamericana, en Madrid. Fundó junto al poeta Miguel Labordeta y otros, la tertulia de vanguardia del Niké. En 1955, se trasladó a París, donde vivió durante diez años. Tuvo su reconocimiento internacional en la II Bienal de París, de 1961 y en la XXXII Bienal de Venecia, en 1964.
Dentro de la trayectoria artística de José Orús, se distinguen tres periodos, una primera etapa que abarca la década de los cincuenta, denominada informalista, en la que se despega de la forma y la organización, lo que le lleva a incentivar la materia como elemento primordial de sus creaciones. Una segunda etapa que comprende la década de los sesenta, se caracteriza por el uso de colores azules y rojos vibrantes. El tercer y último periodo, nace a partir de 1970, y se le denomina “Mundos paralelos”, que según manifestación del artista se basa en el concepto científico de "que puede existir un mundo paralelo al nuestro, en diferente dimensión”.
Vivió la mayor parte de su vida en la ciudad de Zaragoza, donde expuso en diversas muestras antológicas, una exposición individual de 1965 en la Diputación Provincial de esa provincia, en el año 1976 y en marzo de 1993, en la Lonja de Zaragoza y también se expuso una antología de su obra, en 1998, en la Sala Millares del Ministerio de Educación y Cultura en Madrid. Parte de su trabajo se encuentra en el Museo municipal de la localidad zaragozana de Utebo, en el centro Mariano Mesonada.